# Liudolf (Sachsen)

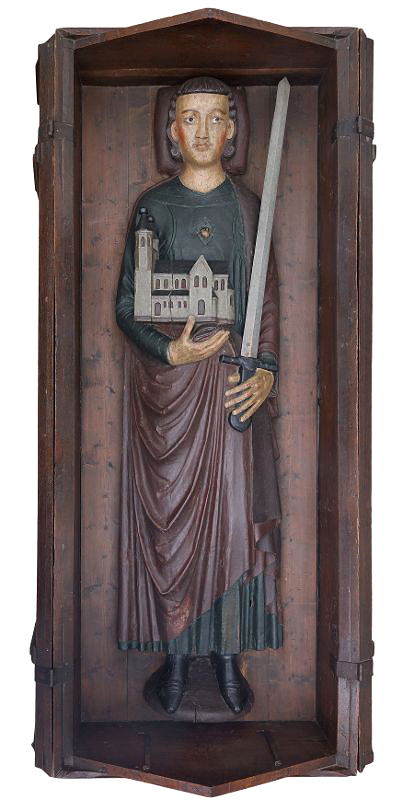
Liudolf mit Gandersheimer Stiftskirche und Schwert. Figur vom ehemaligen Stiftergrabmal Liudolfs, Holz um 1270, Sammlung Frauenstift Gandersheim

Liudolf († 11. oder 12. März 864 oder 866) gilt als Stammvater des Adelsgeschlechtes der Liudolfinger, das mit
Heinrich I., Otto I. dem Großen, Otto II., Otto III. und Heinrich II. von 919–1024 in ununterbrochener Reihenfolge die Herrscher des Ostfrankenreiches stellten. Liudolfs Herrschaftsmittelpunkt lag im östlichen Altsachsen. Gemeinsam mit seiner Frau, der fränkischen Adligen Oda, gründete er das später in Gandersheim ansässige Frauenkloster von Brunshausen. Liudolfs Herkunft ist ungeklärt; die moderne Forschung vermutet eine Abstammung von dem Adelsgeschlecht der Ekbertiner.

## Herkunft
Liudolfs Abstammung ist nicht sicher zu bestimmen. In der um 877 verfassten Lebensbeschreibung der ersten Gandersheimer Äbtissin Hathumod, einer Tochter Liudolfs, behauptet der Mönch Agius, Liudolf entstamme dem angesehensten Geschlecht in Sachsen. Auch Hrotsvit von Gandersheim berichtet in ihrem Mitte des 10. Jahrhunderts entstandenen Gedicht Primordia, Liudolf stamme von „überaus adligen“ Eltern ab, deren Namen sie jedoch nicht erwähnte.
In der um 980 entstandenen Lebensbeschreibung der fränkischen Adligen Ida von Herzfeld, der Vita s. Idae des Werdener Mönches Uffing, erhebt dieser den Vorwurf, Liudolf und sein Sohn Otto der Erlauchte hätten sich nicht um das Grab Idas gekümmert, ohne auszusprechen, dass sie dazu nur als Abkömmlinge verpflichtet gewesen wären. Zudem habe Liudolf seinen im Kindesalter verstorbenen Sohn dort beigesetzt. Diese Grablege befand sich auf dem Hof Herzfeld, der zunächst Idas Mann Ekbert, dann Liudolf und schließlich Otto dem Erlauchten gehörte, bis dieser ihn gegen Besitzungen in Beek bei Duisburg eintauschte. Albert K. Hömberg gelangte deshalb zu dem Ergebnis, Liudolf sei der Enkel Idas und Ekberts. Tatsächlich hatte Idas Sohn Cobbo, wie Liudolf ein enger Vertrauter Ludwig des Deutschen, aus seiner Ehe mit Eila einen Sohn namens Liudolf.
In der aus dem 12. Jahrhundert stammenden Gandersheimer Reimchronik des Gandersheimer Priesters Eberhard wird dagegen ein Brun als Vater des Liudolf genannt, ebenso in späteren Reimchroniken des Hochmittelalters. Nach Auffassung Winfried Glockers handelt es sich dabei nicht um lokales und damit verlässliches Wissen des Gandersheimer Priesters, sondern um „eine frühe gelehrte Konstruktion“.

## Familie

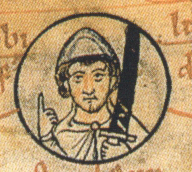
Liudolf (Abbildung aus einer Stammtafel der Ottonen in der Chronica St. Pantaleonis, 2. Hälfte des 12. Jahrhunderts)

Liudolf war nach den Angaben Hrotsvits von Gandersheim verheiratet mit Oda, der Tochter des fränkischen, ansonsten aber unbekannten princeps Billung und der Aeda. Ausgehend von einer sächsischen Herkunft des Geschlechtes der Billunger wird vermutet, Billung könne einer fränkischen Nebenlinie der Billunger entstammen. Dagegen lässt der Name Aeda auf eine Zugehörigkeit der Mutter zum fränkischen Adelsgeschlecht der Konradiner schließen.
Nach den Angaben in Hrotsvits Primordia und der Lebensgeschichte der Äbtissin Hathumod hatte das Paar elf oder zwölf Kinder, von denen acht namentlich bekannt sind. Drei oder vier Söhne und eine Tochter verstarben früh.
- Brun, (* um 835; † 2. Februar 880), seit 877 Graf
- Otto I. der Erlauchte, (* vor 866; † 30. November 912) ⚭ Hadwig (Hathui), († 903), Tochter des Heinrich ducis austriacorum (Popponen)
- Thankmar († 878), seit 877 Abt des Klosters Corvey
- Liutgard, (877 bezeugt; † 17. oder 30. November 885), begraben in Aschaffenburg ⚭ vor dem 29. November 874 Ludwig III. der Jüngere, König der Ostfranken, († 20. Januar 882) (Karolinger)
- Enda ⚭ NN
- Hathumod, (* 840; † 29. November 874), seit 852 Äbtissin von Gandersheim, begraben in Brunshausen
- Gerberga, († 5. September 896 oder 897), seit 874 Äbtissin von Gandersheim
- Christina († 1. April wohl 919 oder 920), seit 896 oder 897 Äbtissin von Gandersheim, begraben in der Stiftskirche Gandersheim
- eine weitere Tochter und noch zwei oder drei Söhne, die jung verstarben.

Liudolf hatte umfangreichen Grundbesitz im Bardengau, im westlichen Harzvorland, dem Gebiet der Leine, auf dem er 852 gemeinsam mit Oda und Altfrid – dem Bischof von Hildesheim und vielleicht seinem Vetter – in Brunshausen ein Frauenkloster gründete, in dem Liudolf auch beerdigt wurde. 881 wurde das Kloster nach Gandersheim verlegt, als die Neubauten dort fertiggestellt waren. Dort fand Oda ihre letzte Ruhestätte. Das Kloster wurde zur Grablege der frühen Liudolfinger und damit zum zentralen Ort ihrer Memoria.

## Politische Bedeutung
Den zeitgenössischen Nachrichten über Liudolf und seine Angehörigen ist zu entnehmen, dass die Familie zu den einflussreichsten in Sachsen gehörte. Die Annahme einer Herzogsstellung Liudolfs rechtfertigen sie jedoch nicht.
In Urkunden und Annalen wird Liudolf mehrfach als Graf (comes) und damit als fränkisch-karolingischer Amtsträger bezeichnet. Der Titel eines Herzogs (dux) findet sich zu Lebzeiten nicht. Die Eheschließung mit Oda belegt Liudolfs Ebenbürtigkeit mit dem fränkischen Hochadel, dem er möglicherweise selbst entstammte. Mit der Gründung des Nonnenklosters Gandersheim im Mittelpunkt seiner Besitzung und der Aufgabe dieses Klosters als Familiengrablege brachte Liudolf seinen regionalen Herrschaftsanspruch zum Ausdruck, den er durch die Ausstattung mit den Gebeinen Heiliger noch untermauerte. Liudolfs herausragende Stellung in Sachsen wurde vom ostfränkischen Herrscher anerkannt. Als Ludwig II. der Deutsche seinem Sohn Ludwig III. dem Jüngeren Sachsen und Thüringen als Erbteil zuwies, vermählte er ihn mit Luitgard, Liudolfs Tochter. Die Brautwahl war politisch motiviert. Ludwig II. der Deutsche wollte seine Söhne mit derjenigen Familie verbinden, die in der zugewiesenen Region aufgrund von Ansehen, Besitz und Gefolgschaft die größte politischen Bedeutung hatten. In gleicher Absicht verheiratete Ludwig II. seine Söhne Karl in Baiern und Karlmann in Schwaben mit Töchtern aus den führenden Adelsgeschlechtern. Die Xantener Annalen bezeichneten Liudolf in der Notiz über seinen Tod als vir magnifici, also als herausragenden Mann, womit Angehörige des Hochadels bezeichnet wurden.
Schon bald nach seinem Tod wurde Liudolf als dux orientalium Saxonum bezeichnet, also als „Dux“ der östlichen Sachsen. Gleichwohl lässt diese Bezeichnung nicht zwingend den Schluss auf eine Herzogsstellung Liudolfs zu. Der Gebrauch des Titels „Dux“ war in den frühmittelalterlichen Quellen vielfältig. Er wurde Herzögen, Heerführern, Anführern slawischer Stämme, Grenzkommandanten oder Provinzgouverneuren des Frankenreiches zuerkannt. Teilweise genügte die Stellung als Amtsträger oder ein Ehrenvorrang unter Adligen.
In der älteren Forschung war es gleichwohl unbestritten, dass die Liudolfinger in der zweiten Hälfte des 9. Jahrhunderts die führende Stellung in Sachsen einnahmen. Liudolf als Stammvater des Geschlechtes galt bereits als „Stammesherzog“, dem seine Söhne Brun und Otto in dieser Position folgten. Dagegen meint Matthias Becher, mit der Bezeichnung als dux sei eher beabsichtigt worden, Liudolf allgemein als politisch bedeutende Person des Ostfrankenreiches zu bezeichnen. Zudem lassen sich Liudolfs große Königsnähe und seine machtvolle Position in Sachsen nur mit der Heirat seiner Tochter Luitgard mit Ludwig den Jüngeren begründen, dem Sohn Ludwigs II. des Deutschen und vorgesehenem Erben des östlichen Reichsteils. Zu diesem Zeitpunkt war Liudolf jedoch bereits verstorben. Tatsächlich billigen ihm zeitgenössische Quellen anlässlich seines Todes nur eine herausragende politische Stellung im Ostfrankenreich zu, ohne ihn als Herzog der Sachsen hervortreten zu lassen.